# 特爾霍韋斯維尼

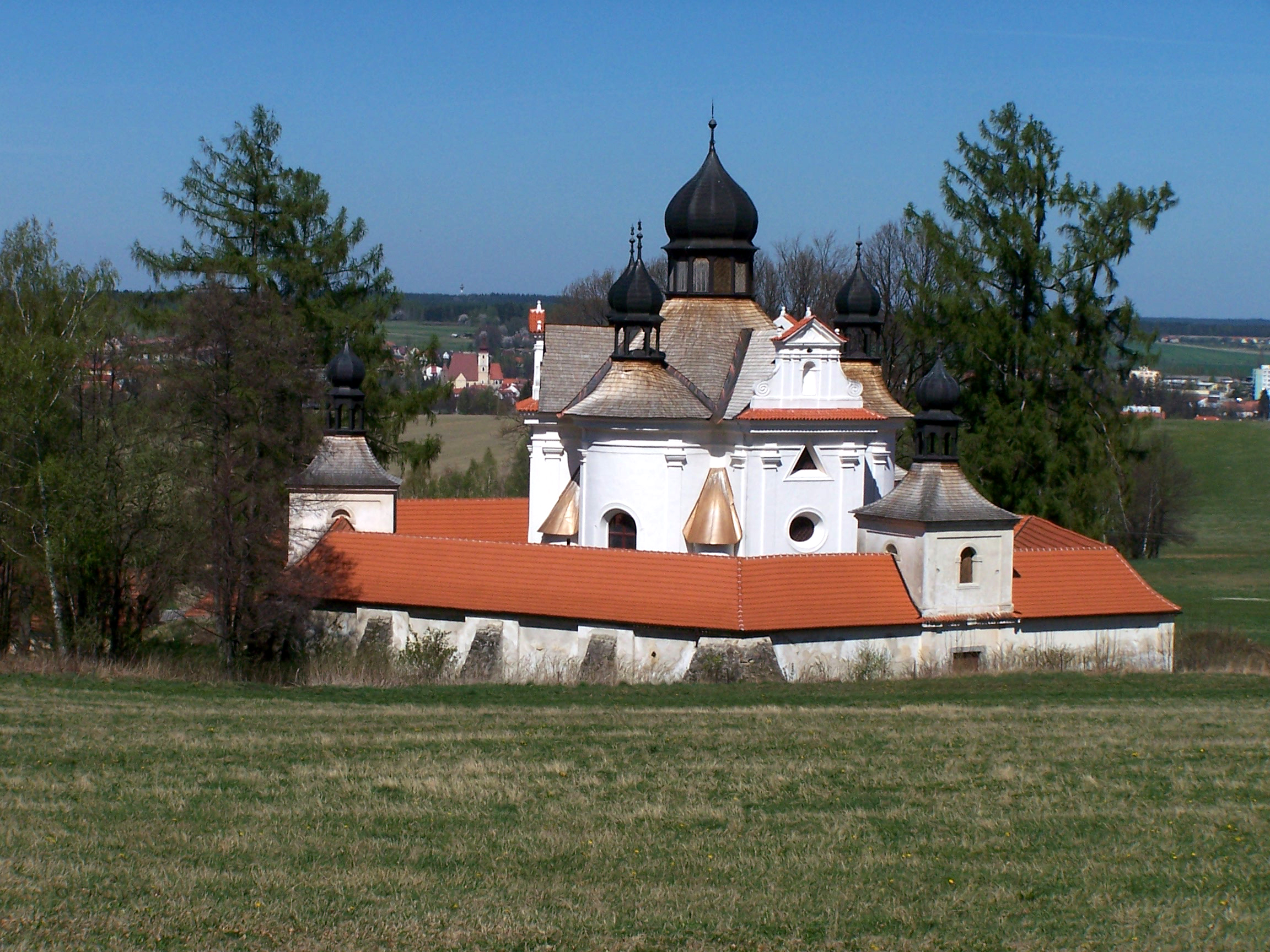

特爾霍韋斯維尼是捷克的城鎮，位於該國西南部，距離捷克布傑約維采19公里，由南摩拉維亞州負責管轄，面積52.80平方公里，海拔高度458米，2005年人口4,728。

## 外部連結
- （捷克文）Municipal website
- https://archive.today/20130210053911/http://www.tsviny.cz/tsviny/obrazem.htm